# La Torre (Lares)
La Torre es un barrio ubicado en el municipio de Lares en el estado libre asociado de Puerto Rico. En el Censo de 2010 tenía una población de 1574 habitantes y una densidad poblacional de 107,83 personas por km².

## Geografía
La Torre se encuentra ubicado en las coordenadas 18°15′9″N 66°52′28″O / 18.25250, -66.87444. Según la Oficina del Censo de los Estados Unidos, La Torre tiene una superficie total de 14.6 km², que corresponden a tierra firme.

## Demografía
Según el censo de 2010, había 1574 personas residiendo en La Torre. La densidad de población era de 107,83 hab./km². De los 1574 habitantes, La Torre estaba compuesto por el 90.15% blancos, el 3.05% eran afroamericanos, el 0.32% eran amerindios, el 4.64% eran de otras razas y el 1.84% pertenecían a dos o más razas. Del total de la población el 99.62% eran hispanos o latinos de cualquier raza.